# صبارا
صبارا هي بلدية في البرازيل، تتبع ميناس جرايس، بلغ عدد سكانها 126٬269  نسمة، في 2010، تبلغ مساحتها 302٫173 كيلومتر مربع.

## الموقع
تشترك في الحدود مع:
- نوفا ليما.

## أعلام
- جوليو ريبيرو
- دومينغو ماتشادو